# ناصر جمعة
ناصر جمعة (مواليد 24 سبتمبر 1988) لاعب كرة قدم إماراتي يجيد اللعب في الدفاع.
لعب سابقاً لأندية الشارقة ودبا الفجيرة و العربي ونادي الحمرية .

## روابط خارجية
- ناصر جمعة على موقع Soccerway.com (الإنجليزية)